# « Elle »
Pour les articles homonymes, voir Elle.
« Elle » est une comédie en un acte de Jean Genet. Écrite en 1955, juste avant Le Balcon, elle est restée inachevée (il manque une tirade). Elle a été représentée pour la première fois à titre posthume, le 26 avril 1989 à Parme, avec Maria Casarès dans le rôle-titre : « Elle », sa sainteté le Pape. Elle a été publiée pour la première fois la même année.